# Сестри (фільм)
«Сестри» — російський фільм 2001 року. У центрі сюжету історія двох різних за віком та характером єдиноутробних сестер, які один одного терпіти не можуть, але, пройшовши через низку труднощів, зближуються.
Картина, що стала єдиною режисерською роботою Сергія Бодрова-молодшого, отримала гран-прі фестивалю «Кінотавр» за найкращий дебют і була відзначена дипломом журі фестивалю за найкращий акторський дует.
Слоган: «Коли тобі вісім - весь світ проти тебе. Коли тобі тринадцять — ти проти всього світу.»

## Зміст
У цих дівчатках тече одна кров, але вони ненавидять одна одну. Діні — вісім, вона грає на скрипці й мріє стати акторкою. Світлані – уже тринадцять, вона відмінно стріляє і хоче стати снайпером у Чечні. Ці юні істоти змушені жити в світі, де панують вовчі порядки. У світі, де крадуть і вбивають дітей, а закон – всього лише блідий і безсилий привид. Батько Діни, який вийшов на свободу, опиняється у важкій ситуації: «колеги» з братви звинувачують його у крадіжці спільних грошей. Бандити збираються викрасти його дитину і він змушений ховати обох дівчаток. Та притулок виявляється ненадійним і дітям доводиться утікати. Утікати куди очі дивляться. Без грошей, без рідних і друзів. Усього за кілька страшних днів двом маленьким беззахисним дівчаткам доведеться зіткнутися з усіма жахами нашого жорстокого життя. Їм доведеться подорослішати на багато років. Та дівчатка дізнаються, що існує єдина річ, яка сильніша за зло і несправедливість, яка може врятувати цей недосконалий світ. Її ім'я – Любов. І дівчатка полюблять одна одну. Вони стануть сестрами.

## Ролі
| Актор            | Роль                             |
| ---------------- | -------------------------------- |
| Оксана Акіньшина | Світлана                         |
| Катерина Горіна  | Діна                             |
| Роман Агєєв      | Алик Муртазаєв батько Діни       |
| Тетяна Колганова | Наталія мати дівчаток            |
| Кирило Пирогов   | бандит, який переслідує дівчаток |
| Тетяна Ткач      | бабуся                           |
| Дмитро Орлов     | міліціонер Олександр Павлович    |

| Актор             | Роль                                    |
| ----------------- | --------------------------------------- |
| Андрій Краско     | дядько Міша                             |
| Олександр Баширов | алкоголік Сейфуллін                     |
| Сергій Бодров     | чоловік, який приїхав постріляти у тирі |
| Роман Зенцов      | бандит у тирі                           |
| Володимир Амеров  | власник тиру                            |
| Сергій Іванов     | циганський хлопчик                      |
| Роман Жилкін      | бандит, який переслідує дівчаток        |

- Ольга Онищенко
- Дмитро Дєлов
- Андрій Семенов
- Андрій Грязнов
- Станіслав Нущік
- Дмитро Благушін
- Сергій Коптєв
- Олексій Злобін
- Володимир Баранов
- Валентина Іванова
- Марія Соловцова
- Олександр Іванов
- Ігор Копилов
- Андрій Лівановський
- Петро Липецький
- Олександра Лівановська
- Павло Липецький
- Христина Марцинкевич
- Анджеліна Марцинкевич
- Ерік Катабов
- Людмила Єлісєїва
- Михайло Трясоруков
- Костянтин Лукашов
- Андрій Чудов
- Дмитро Розанцев
- Сергій Горбунов
- Катерина Басова
- Леонід Теплицький
- Олексій Барабаш
- Юрій Ковальов
- Тетяна Болдіна
- В'ячеслав Кисельов
- Галина Казакина
- Олеся Головіна
- Аліса Гавілей
- Анна Мішина
- Тетяна Медведіва
- Сергій Петров

Озвучування:
- Романа Агєєва який зіграв Аліка Муртазаєва озвучив Михайло Розумовський.

## Створення фільму

### Сценарій
Ідея сценарію виникла у Сергія Бодрова після історії про двох казахських дівчатках, розказаної батьком. Випадково згадавши про неї пізніше, Бодров за два тижні написав сценарій до майбутнього фільму. Незважаючи на те, що працював він практично поодинці, співавторами були вказані Сергій Бодров-старший і Ґюльшад Омарова.

### Підбір акторів
Коли було оголошено про набір на ролі головних героїнь, до «Ленфільму» вишикувалася величезна черга з бажаючих: Сергій Бодров особисто відбирав виконавиць, переглядаючи по 300 кандидаток на день. Намагаючись підібрати потрібний характер, Сергій часто ставив нестандартні та особисті питання на зразок «Тебе коли-небудь зраджували?». Процес відбору ускладнювався також тим, що Бодров шукав незалежну актрису, але дуже багато дівчаток намагалися сподобатися режисерові або взагалі відразу просили автограф. Як це нерідко буває, затверджені, зрештою, актриси потрапили на проби випадково.
Катя Горіна, що жила неподалік від студії, прийшла на проби за наполяганням бабусі й без особливого бажання. Будучи одягненою в старий дачний светр, Горіна значно відрізнялася від ошатних кандидаток. Назвавшись «Ритою», Катя розповіла про себе, що живе в заміському будинку, і вдома у неї 15 собак, хоча жила вона в комунальній квартирі і про собаку тільки мріяла. Катина безпосередність дуже сподобалася Сергію, але пізніше з'ясувалося, що вона залишила невірну контактну інформацію і, щоб знайти дівчинку, знімальній групі довелося докласти значних зусиль.

## Саундтрек
У 2001 році було досягнуто згоди між кінокомпанією СТВ та студією звукозапису Moroz Records на використання у фільмі музики гурту «Кіно».
Вперше в історії російського кінематографа музичні треки до фільму звучать також як і всі шумові кіно-звуки у системі Dolby Digital 5.1.
Для цього спеціально були знову переписані і переспівані всі партії, які звучать в шести старих і нових піснях, зведення ж звуку відбувалося в Санкт-Петербурзі в багатоканальній Dolby-студії.
У лютому 2001 року створенням саундтреку зайнялася група «Агата Кристи», але приблизно через місяць після початку роботи, раптово помер клавішник групи Олександр Козлов. З цієї причини запис музики був призупинений і відновився тільки після його похорону.
| Трек-лист : | Трек-лист :             | Трек-лист :  | Трек-лист : |
| #           | Назва                   | Виконавець   | Тривалість  |
| ----------- | ----------------------- | ------------ | ----------- |
| 1.          | «Пуля»                  | Агата Крісті | 3:03        |
| 2.          | «Ein Zwei Drei Waltz»   | Агата Крісті | 4:44        |
| 3.          | «ХалиГалиКришна»        | Агата Крісті | 5:51        |
| 4.          | «Дворник»               | Агата Крісті | 4:42        |
| 5.          | «Странное рождество»    | Агата Крісті | 4:20        |
| 6.          | «Я буду там»            | Агата Крісті | 4:00        |
| 7.          | «Сестры (основна тема)» | Агата Крісті | 2:49        |
| 8.          | «Кукушка»               | Кино         | 6:13        |
| 9.          | «Спокойная ночь»        | Кино         | 6:11        |
| 10.         | «Следи за собой»        | Кино         | 5:03        |
| 11.         | «В наших глазах»        | Кино         | 3:31        |
| 12.         | «Стук»                  | Кино         | 3:48        |
| 13.         | «Война»                 | Кино         | 4:13        |

Пісні, що прозвучали у фільмі, але не увійшли до саундтреку:
| Трек-лист : | Трек-лист :                      | Трек-лист :                                      | Трек-лист : |
| #           | Назва                            | Виконавець                                       | Тривалість  |
| ----------- | -------------------------------- | ------------------------------------------------ | ----------- |
| 1.          | «Таня»                           | Краденое солнце                                  | 3:37        |
| 2.          | «Полковнику никто не пишет»      | Би-2                                             | 4:52        |
| 3.          | «Как упоительны в России вечера» | Белый орел                                       | 4:04        |
| 4.          | «Комбат»                         | Любэ (у фільмі пісню виконувала Катерина Горіна) | 5:06        |

## Участь у фестивалях та нагороди
- 05-14 червня 2001 року:

XII Відкритий Російський фестиваль «Кінотавр», м. Сочі
Участь у програмі «Дебют». Фільм отримав Гран-прі «За найкращий дебют», виконавці головних ролей Оксана Акіньшина та Катя Горіна отримали приз і диплом Журі «За найкращий акторський дует».
- 1 липня 2001 року:

XIII Московський Міжнародний Кінофестиваль
Участь в інформаційному показі. Приз компанії «Кодак», щорічно присуджується найкращому дебютному фільму.
- 29 серпня - 8 вересня 2001 року:

58-й Міжнародний Кінофестиваль у Венеції (Італія)
Участь у програмі «Кіно Справжнього» (Cinema of the Present)
Участь у програмі «Авторське кіно» (Cinema d’Autore)
Премія програми «Авторське кіно» Jesolo Biennale.
- 06-15 вересня 2001 року:

Міжнародний Кінофестиваль в Торонто (Канада)
Передбачалося участь у програмі «Відкриття» (Discovery). У зв'язку з терактами в США копія з фільмом була доставлена на фестиваль.
- 24-30 вересня 2001 року:

Кінофестиваль в Гамбурзі Filmfest
Участь у програмі Tesafilm Fest (Конкурс дебютних картин)
- 27 вересня - 12 жовтня 2001 року:

Міжнародний Кінофестиваль у Ванкувері (Канада)
Участь у програмі «Кіно нашого часу» (Cinema of our Time)
- 04-15 жовтня 2001 року:

17-й Міжнародний Кінофестиваль у Варшаві (Польща)
- 11-21 Октября 2001 года:

24-й Міжнародний кінофестиваль у Денвері (США)
- 11-21 жовтня 2001 року:

Міжнародний кінофестиваль у Монреалі (Канада)
- 31 Жовтня - 4 листопада 2001 року:

11-й Фестиваль Східно-Європейського кіно в Коттбусі (Німеччина)
- 09-17 листопада 2001 року:

6-й Міжнародний Кінофестиваль в Пусані (Корея)
- 09-18 листопада 2001 року:

42-й Міжнародний Кінофестиваль в Салоніках (Греція)
Участь у програмі «Нові горизонти» (New Horizons).
- 07-22 листопада 2001 року:

45-й Міжнародний Кінофестиваль в Лондоні (Велика Британія)
- 19-25 листопада 2001 року:

20-й Міжнародний Дитячий Кінофестиваль в Оулу (Фінляндія)
- 22-29 листопада 2001 року:

4-й Міжнародний Кінофестиваль в Мумбаї (Індія)
- 23 січня - 3 лютого 2002 року:

31-й Міжнародний Кінофестиваль в Роттердамі (Нідерланди)

## Цікаві факти
- Своєю датою народження Світла називає 19 квітня 1987 року. Саме в цей день і в цьому році народилася виконавиця її ролі Оксана Акіньшина.
- До моменту виходу фільму в прокат, група Агата Кристи випустила відеокліп на пісню «пуля», в який увійшли кадри з фільму на тлі яких співали учасники групи.
- Робоча назва фільму було «Танець живота», але надалі його замінили на «Сестри».

## Знімальна група
- Режисер-постановник — Сергій Бодров
- Сценаристи — Ґюльшад Омарова, Сергій Бодров-старший, Сергій Бодров
- Продюсер — Сергій Сельянов
- Композитор — гурт Агата Крісті